# Kassi Ouédraogo
Pour les articles homonymes, voir Ouedraogo.
Hamado Kassi Ouédraogo est un footballeur burkinabé, né à Ouagadougou au Burkina Faso le 17 mars 1983. Son poste de prédilection est attaquant de pointe.

## Carrière
Joueur africain au parcours atypique, Hamado Kassi Ouédraogo, connait ses premiers buts dans le club burkinabé de l'ASFA Yennenga. Repéré par des recruteurs belge, il a atterri dans le club de première division le KSC Lokeren avec lequel il n'aura jamais vraiment sa chance avec l'équipe première. Il parvient tout de même à rebondir, en France et dans la troisième division avec le Besançon RC, inscrivant 8 buts en 28 matchs. Mais le club rétrogradé en CFA, ne poursuit pas son aventure avec le joueur.
Recevant une offre intéressante du CA Bastia, il part pour le CFA 2, où Kassi va faire l'étalage de son talent inscrivant 20 buts en championnat permettant la remontée en CFA du club corse. 
Sa seconde saison en CFA impressionne tout autant, le joueur inscrit pas moins de 22 buts en 2006/2007 dans le Groupe B et intéresse des clubs plus importants.
C'est ainsi qu'il débarque à l'AS Beauvais en 2007, évoluant en National, le club a de l'ambition et met le joueur dans les meilleures conditions lui permettant de se maintenir pendant longtemps à la tête du classement des buteurs. Finalement, il arrive second meilleur buteur du championnat avec 18 buts et l'AS Beauvais ne monte pas en L2. Mais Kassi poursuit sa progression et impressionne tout autant, son aventure dans l'Oise lui permet notamment de connaître l'équipe du Burkina Faso.
Sa seconde saison à l'AS Beauvais est plus morose, il perd vite la confiance du nouvel entraîneur, Hubert Velud, et ne retrouve son statut de titulaire qu'après le limogeage de celui-ci. Finalement, il inscrit cinq buts, mais sa mésaventure le pousse à quitter la Picardie.
En 2009, il découvre la Ligue 2, avec le promu « surprise » du national : l'AC Arles-Avignon. Bien que petit poucet du championnat, l' "autre" ACA impressionne par ses performances, Kassi n'entre jamais dans les plans de l'entraîneur et ne dispute aucune minute en L2. Frustré, le joueur préfère rompre son contrat en novembre 2009.
Un mois plus tard, Kassi Ouédraogo signe un contrat avec l'AFC Compiègne en CFA (groupe A) , dans lequel il retrouve un certain Bruno Roux (entraineur) qu'il avait côtoyé quand il était à AS Beauvais mais ne reste que deux mois pour ne faire finalement que trois matchs. Son départ précipité de l'Oise, il le doit à la proposition d'un club plus « huppé » : l'AS Moulins qui évolue en National et signe donc chez eux en  janvier 2010. Malgré son bilan de 13 matchs et 4 buts en un peu moins de six mois, il ne parvient pas à sauver le club de l'Allier de la descente en CFA.
Libre, il s'engage durant l'été 2010 avec l'US Orléans, jeune promu en National entraîné par Yann Lachuer. Mais la saison en National est très moyenne, et le club ne renouvelle pas son contrat. Désormais, loin de son meilleur niveau, le joueur concède un retour en CFA, après six mois de chômage. Il s'engage donc à Drancy où il ne marque qu'un but en 15 matchs. Une fois encore, l'aventure tourne court et Kassi rebondit en août 2012 à Jura Sud Foot en CFA.
Avec son nouveau club, il réalise une saison pleine marquant 10 buts, et une honorable 9e place au classement du groupe B.
La saison suivante, désireux de se relancer dans un club plus ambitieux, il retrouve l'Oise et le club de l'AS Beauvais, toujours en CFA, avec pour objectif la remontée en National. Le club rate la promotion de quelques points. Sur un plan personnel, cette saison est très mitigée pour l'avant-centre, face à son inefficacité devant le but (aucun but marqué) il ne parvient pas à être un titulaire indiscutable. Il poursuit toutefois l'aventure en 2014/2015... mais celle-ci s'arrête avant le terme de la saison. Blessé et peu titularisé, le joueur résilie son contrat à l'amiable avec son club en mars 2015. Pour la saison 2015/2016, il s'engage avec l'US Breteuil, pensionnaire de division honneur de Picardie.
Il signe pour la saison 2017/2018 à l'AS Auneuil football (départementale 2 Oise) en tant qu'entraineur/joueur afin de partager son expérience du plus haut niveau.

## Équipe nationale
- Première sélection en équipe du Burkina Faso en 2003.
- 2 sélections, 0 buts

## Statistiques
- 127 matchs (35 buts) en National
- 34 matchs (22 buts) en CFA
- 5 matchs en 1re division belge